# Siegfried II. (Wittgenstein)
Siegfried II. von Wittgenstein († um 1360) regierte die Grafschaft Wittgenstein von 1312 bis 1360. Er war als Vermittler gefragt und konnte den Besitz des Hauses mehren. Nach seinem Tod fiel die Grafschaft durch Heirat an das Haus Sayn.

## Familie
Siegfrieds Großvater war Siegfried I. Sein Vater war (Widukind) Wittekind III. Er hatte einen Bruder Heinrich, der Domherr in Köln wurde. Er selbst heiratete im Jahr 1319 Margarethe von Schöneck und bekam einen Sohn, Werner V., der kinderlos blieb und noch vor ihm starb. Außerdem hatte er mehrere Töchter. Die älteste Tochter hieß Mechthild, die mit dem Grafen Dietrich von Solms vermählt war. Jener war infolge einer Fehde mit Graf Johann von Nassau vertrieben worden und hatte sich für seine Erbansprüche abfinden lassen. Eine weitere Tochter war die spätere Erbin Adelheid, die mit Salentin von Sayn verheiratet wurde.

## Leben

### Erwerb von Berleburg und Lehnsverhältnisse
Erstmals tritt Siegfried II. anlässlich der Übertragung des Zehnten in Immighausen durch die Grafen von Waldeck in Erscheinung. Im Jahr 1322 verzichtete Wittekind von Grafschaft auf den Anteil seines Hauses auf Burg und Siedlung Berleburg. In derselben Zeit trat Siegfried in den Lehnsdienst der Erzbischöfe von Mainz. Zuvor war das Verhältnis der Wittgensteiner zu den Erzbischöfen gespannt gewesen. Der Grund war der Streit um die Grafschaft Battenberg. Auf diese Ansprüche hatten Siegfried und sein Bruder 1322 verzichtet. Der Vertrag mit Erzbischof Matthias von Buchegg sah vor, dass Mainz 200 kölnische Pfennige an Siegfried zahlte. Dafür verpflichtete dieser sich, gegen alle Feinde des Erzbischofs zehn Ritter zu stellen. Ausgenommen davon waren der Erzbischof von Köln, die Grafen von Nassau-Dillenburg und die Grafen von Arnsberg. Dieser Vertrag richtete sich in erster Linie gegen die Landgrafen von Hessen. Dieser Schritt bedeutete einen Bruch mit der pro-hessischen Politik der Wittgensteiner. Ab 1323 war Siegfried Vicedom zu Rusteberg im Eichsfeld. Im Jahr 1331 trat er auch in ein Lehnsverhältnis mit den Pfalzgrafen Rudolf und Ruprecht. Daneben blieb das von seinem möglichen Vater Wittekind III. geschlossene Lehnsverhältnis zum Erzbischof von Köln von 1295 bestehen. In Folge eines Darlehens zu Gunsten Walrams von Köln erhielt er Anteile am Bonner Rheinzoll.

### Beziehungen zu anderen Territorien
Im Jahr 1333 trat er als Vermittler zwischen Gerlach von Nassau und dem Landgrafen von Hessen beim Streit um die Herrschaft Merenberg auf. Es gelang ihm, die Herrschaft gegen die Zahlung von 1000 Mark Pfennige selbst in Besitz zu nehmen. Siegfried schloss sich 1337 der Preußenfahrt von König Johann von Böhmen zum Kampf gegen die noch heidnischen Prußen an. In diesem Zusammenhang lieh er dem König 260 Groschen Prager Währung.
Relativ gute Verhältnisse hatte er zu den Grafen von Arnsberg. Auf diese war Siegfried auch angewiesen, da Medebach, in dem die Wittgensteiner Zehntrechte und Güter hatten, zu Arnsberg gehörte. Im Jahr 1338 nahm er die Besitzungen von den Arnsbergern zu Lehen. Ebenfalls 1338 trat er einem gegenseitigen Schutzbündnis bei, das Erzbischof Balduin von Trier, die Grafen Heinrich und Otto von Nassau, Johann von Nassau-Hadamar und Wilhelm von Katzenelnbogen miteinander schlossen.
Gute Beziehungen hatte er auch mit den Grafen von Solms. Er vermittelte 1347 zusammen mit den Grafen Gerlach und Johann von Nassau in einem Streit zwischen dem Erzbistum Mainz und der Landgrafschaft Hessen. Er schlichtete 1348 einen Streit zwischen dem Grafen von Arnsberg und dem Deutschen Orden.
Mit seiner Heirat waren der Erwerb verschiedener Güter verbunden. Einige erhielt er von den Grafen von Nassau 1343 zu Lehen übertragen. Die Rückgabe gegen Geldzahlung war etwa im Fall Irmgartenbrugge (Erndtebrück) und Faydingen (Feudingen) nicht der Fall, so dass Siegfried diese und andere Besitzungen auf Dauer behielt und damit von Kaiser Karl IV. belehnt wurde.
Im Jahr 1349 diente er dem Mainzer Erzbischof als Zeuge für Privilegien zu Gunsten der Stadt Mainz. Siegfried war 1354 erneut als Vermittler zwischen Hessen und Mainz tätig. Als diese 1356 ein Bündnis schlossen, war darin auch Siegfried von Wittgenstein eingeschlossen. Zeitweise war er in Reichsangelegenheiten tätig und trat als Zeuge in kaiserlichen Urkunden auf.

### Erwerbungen und Nachfolge
Neben den bereits erwähnten Erwerbungen von Irmgartenbrügge, Faydingen, Berleburg, Gemminghausen und Merenberg kam 1327 als Pfandschaft von den Grafen von Waldeck die Freigrafschaft Züschen und die Hälfte der Burg Nordenau. Hinzu kamen eine Reihe von Zehntrechten und ähnlichen Rechten. Mit dem Erwerb von Girkhausen 1354 war auch eine Marienwallfahrtstätte verbunden, die zahlreiche Pilger anlockte und dementsprechend einträglich war.
Weil sein Sohn wahrscheinlich den Vater kaum lange überlebte oder sogar schon vor ihm starb, fiel der Besitz über die Tochter Adelheid an das Haus Sayn. Diese neue Stammlinie, begründet von ihrem Ehemann, Salentin von Sayn, nannte sich fortan Sayn-Wittgenstein.